# 28 février 1986
Le 28 février 1986 est le 59e jour de l'année 1986 du calendrier grégorien. Il s'agit d'un vendredi.

## Événements
- L'Acte unique européen est signé par l'Italie, la Grèce et le Danemark à La Haye, onze jours après les autres membres de la Communauté économique européenne. La signature danoise suit les résultats du référendum tenu la veille.
- Dans la soirée, le Premier ministre suédois Olof Palme est assassiné à Stockholm.
- Une tempête de neige provoque la mort de neuf personnes et prive 110 000 foyers d'électricité dans le Sud-Ouest de la France.[réf. souhaitée]
- Le gouvernement brésilien lance le plan Cruzado (pt), une série de mesures économiques. Une nouvelle monnaie, le cruzado, est mise en circulation.
- Sergueï Bubka bat le record du monde en salle de saut à la perche au meeting des Millrose Games de New York avec une barre de 5,95 m. Il battra ce record 11 fois par la suite.

## Naissances
- Olivia Palermo, mannequin américain.
- Naissance fictive du personnage principal du manga Death Note, Light Yagami[1].

### Sportifs
- Kim Martin, joueuse de hockey sur glace suédoise[2].
- Ni Hong, escrimeuse chinoise[réf. souhaitée].
- Choi Eun-sook, escrimeuse sud-coréenne[3].
- Guy Roland Ndy Assembe, footballeur camerounais[4].
- Jackson Avelino Coelho, footballeur brésilien[5].
- Grenddy Perozo, footballeur vénézuélien[6].
- Dmytro Kosyakov, coureur cycliste russe[7].
- Fabien Bacquet, coureur cycliste français[8].
- Grégory Fabro, joueur de rugby français[9].
- Clarisse Costaz, joueuse de basket-ball française[10].
- Ksenia Pechkina, joueuse de volley-ball russe[11].

## Décès
- Olof Palme, homme politique suédois[12].
- Laura Z. Hobson (en), romancière américaine[13].
- Raymond Delamarre, sculpteur français[14].
- Tani Scala, chef d'orchestre français[15].
- Robert Lebel, critique d'art français[16].

## Arts, culture et médias
- Sortie du film House aux États-Unis[17].
- Première représentation du film Salvador au Festival international du film de Santa Barbara[18].
- Première diffusion de l'émission Ambitions par Bernard Tapie, sur TF1[19].
- Diffusion du premier épisode de la série télévisée Arabesque en France, sur La Cinq[20].